# Sphyranthera
Sphyranthera, rod mlječikovki smješten u vlastiti tribus Sphyranthereae, dio je potporodice Acalyphoideae. Postoje svega dvije vrste koje rastu po Andamanskim i Nikobarskim otocima

## Vrste
1. Sphyranthera airyshawii Chakrab. & Vasudeva Rao
2. Sphyranthera lutescens (Kurz) Pax & K.Hoffm.